# Trédarzec
Trédarzec (bretonisch Tredarzeg, von bretonisch treb ‚Dorf‘ und einem aus dem Bretonischen abgeleiteten Anthroponym, tarz, deutsch ‚(Gletscher-)Spalte; Ausbruch‘, französisch crevasse; éruption) ist eine französische Gemeinde mit 1.069 Einwohnern (Stand: 1. Januar 2022) im Département Côtes-d’Armor in der Region Bretagne. Sie gehört zum Arrondissement Lannion und zum Kanton Tréguier. Die Bewohner nennen sich Trédarzécois(e).

## Geografie
Trédarzec liegt rund 25 Kilometer nördlich von Guingamp und rund 20 Kilometer nordöstlich von Lannion. Zur Gemeinde gehören nebst dem Dorf Trédarzec noch der mit dem Dorf zusammengewachsene Weiler Crec’h Urustal und die Weiler Crec’h Choupot südlich und Sainte-Marguerite östlich von Trédarzec. Es gibt zudem zahlreiche Einzelgehöfte innerhalb der Gemeinde. Die westliche Gemeindegrenze bildet der Küstenfluss Jaudy. Der Bizien ist einer seiner Zuflüsse, der auf dem Gemeindegebiet von Trédarzec von rechts in ihn einmündet und einen Teil der südlichen Gemeindegrenze bildet.

### Nachbargemeinden
Die Gemeinde zählt sieben benachbarte Gemeinden und Communes déléguées: Kerbors, Minihy-Tréguier, Pleumeur-Gautier, Plouguiel, Pouldouran, Tréguier und Troguéry.
| Plouguiel          | Kerbors                                     | Pleumeur-Gautier |
| Tréguier Plouguiel | Kompassrose, die auf Nachbargemeinden zeigt | Pleumeur-Gautier |
| Minihy-Tréguier    | Pouldouran Troguéry                         | Pleumeur-Gautier |

## Bevölkerungsentwicklung
Zwischen 1793 und 1821 wuchs die Einwohnerschaft stark an. Danach pendelte sie bis 1881 stets um Werte von 1550 bis 1650 Einwohnern. In den 10 Jahren von 1881 bis 1891 sank die Anzahl der Bewohner um rund 200 Personen. Bis zum Beginn des Ersten Weltkrieges blieb die Bevölkerungszahl dann stabil bei ungefähr 1400 Menschen. In der Zeit vom Beginn des Ersten Weltkriegs bis zum Ende des Zweiten Weltkriegs sank die Zahl der Einwohner wegen des Fehlens der gefallenen jungen Männer und der Abwanderung in die Zentren weiter. Zwischen 1962 und 1975 folgte eine dritte Abwanderungswelle und führte zu einem Tiefststand von knapp unter 1000 Bewohnern.
| Jahr                       | 1962 | 1968 | 1975 | 1982 | 1990 | 1999 | 2008 | 2019 |
| Einwohner                  | 1191 | 1128 | 997  | 1058 | 1023 | 999  | 1102 | 1060 |
| Quellen: Cassini und INSEE |      |      |      |      |      |      |      |      |

## Sehenswürdigkeiten
- Schloss von Kerhir aus dem 16./17. Jahrhundert
- Herrenhaus von Le Bot aus dem 16. Jahrhundert mit altem Ziehbrunnen
- Herrenhaus von Le Carpont aus dem 15.–18. Jahrhundert
- Herrenhaus von Langarv aus dem Jahr 1453
- Jardins de Kerdalo, ein 18 ha großer Landschaftsgarten im Englischen Stil[2]
- Kirche Saint-Pierre, erbaut 1837–1838
- Kapelle Saint-Nicolas de Kerhir (Ende 15. Jahrhundert) in Kerhir
- Kapelle Saint-Votrom (aus dem 14. Jahrhundert) in Pont-Bégou
- Kapelle Sainte-Trinité au Carpont (aus dem 15. Jahrhundert) in Le Carpont
- Kreuz auf dem alten Dorffriedhof (15.–18. Jahrhundert)
- Kreuz von Keranroux aus dem Jahr 1772
- Haus von Saint-Nicolas (17./18. Jahrhundert)
- Bauernhaus von Mez-Crec’h aus dem 18. Jahrhundert
- Bauernhaus von Roz-an-Dillen aus dem 17. Jahrhundert
- 7 Mühlen
- gefasste Quellen in Kerguézec, Kerviziou, Saint-Nicolas und Traou-Meur

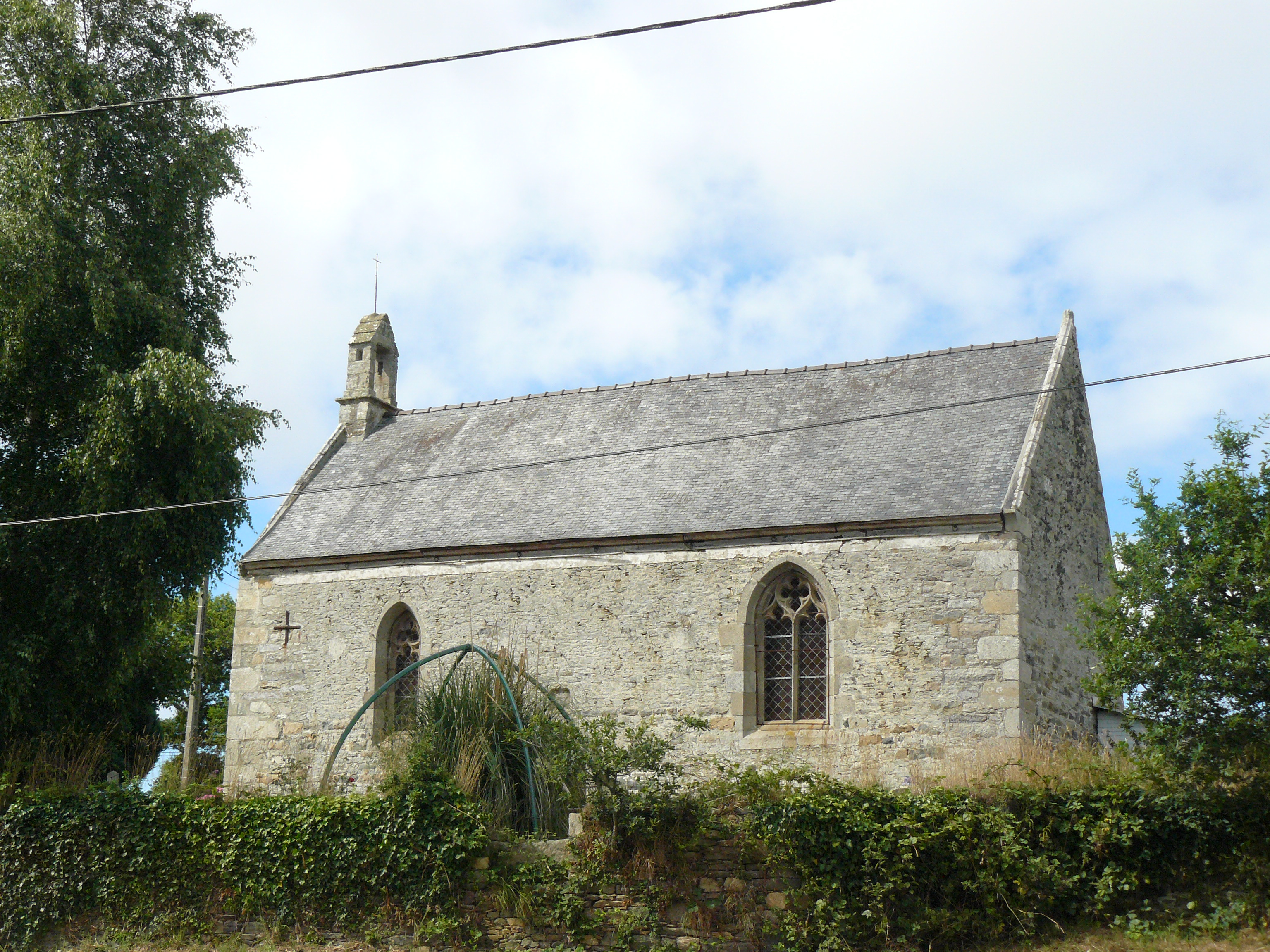
Südfassade der Kapelle Saint-Nicolas in Kerhir
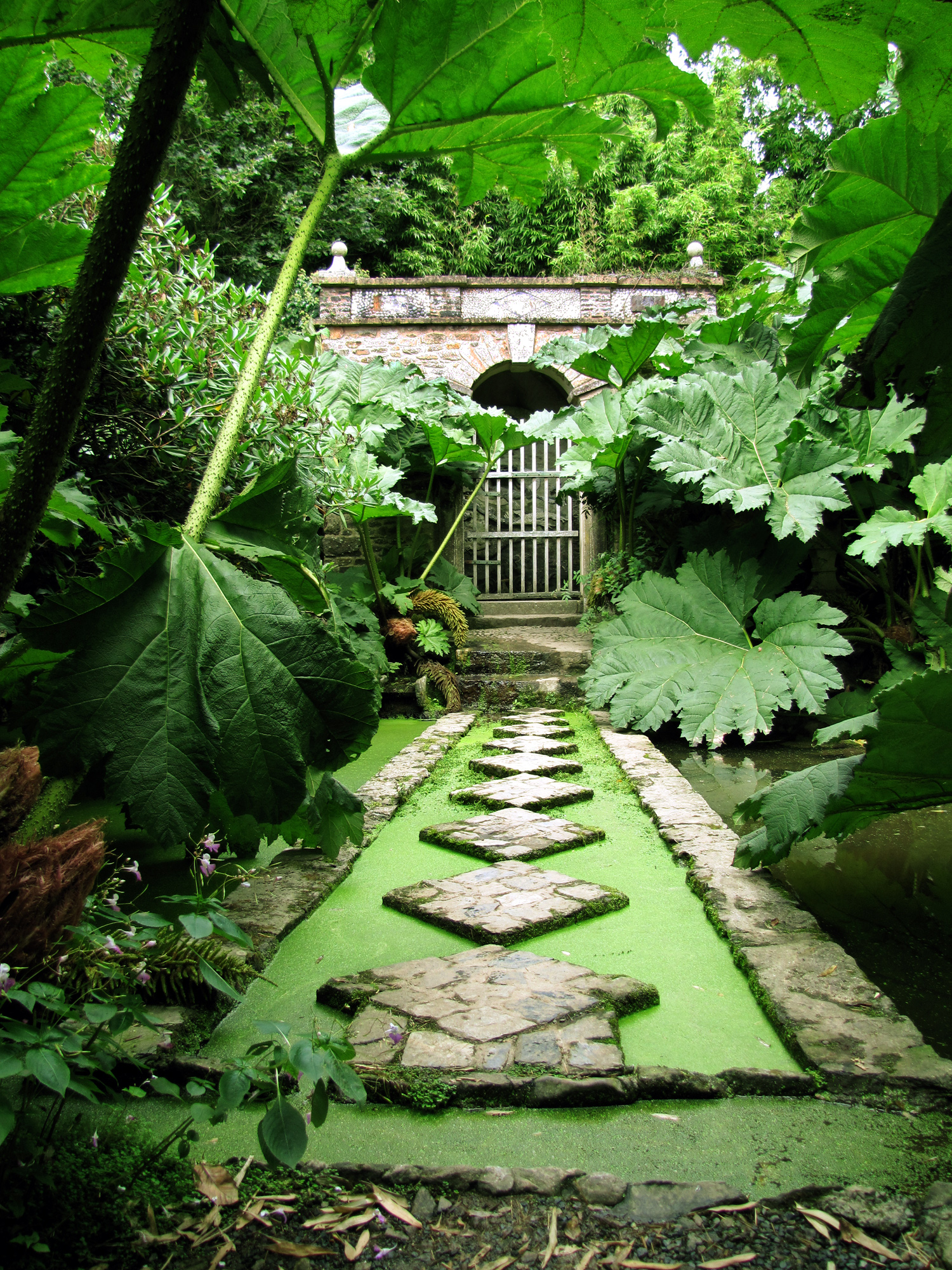
Gärten von Kerdalo
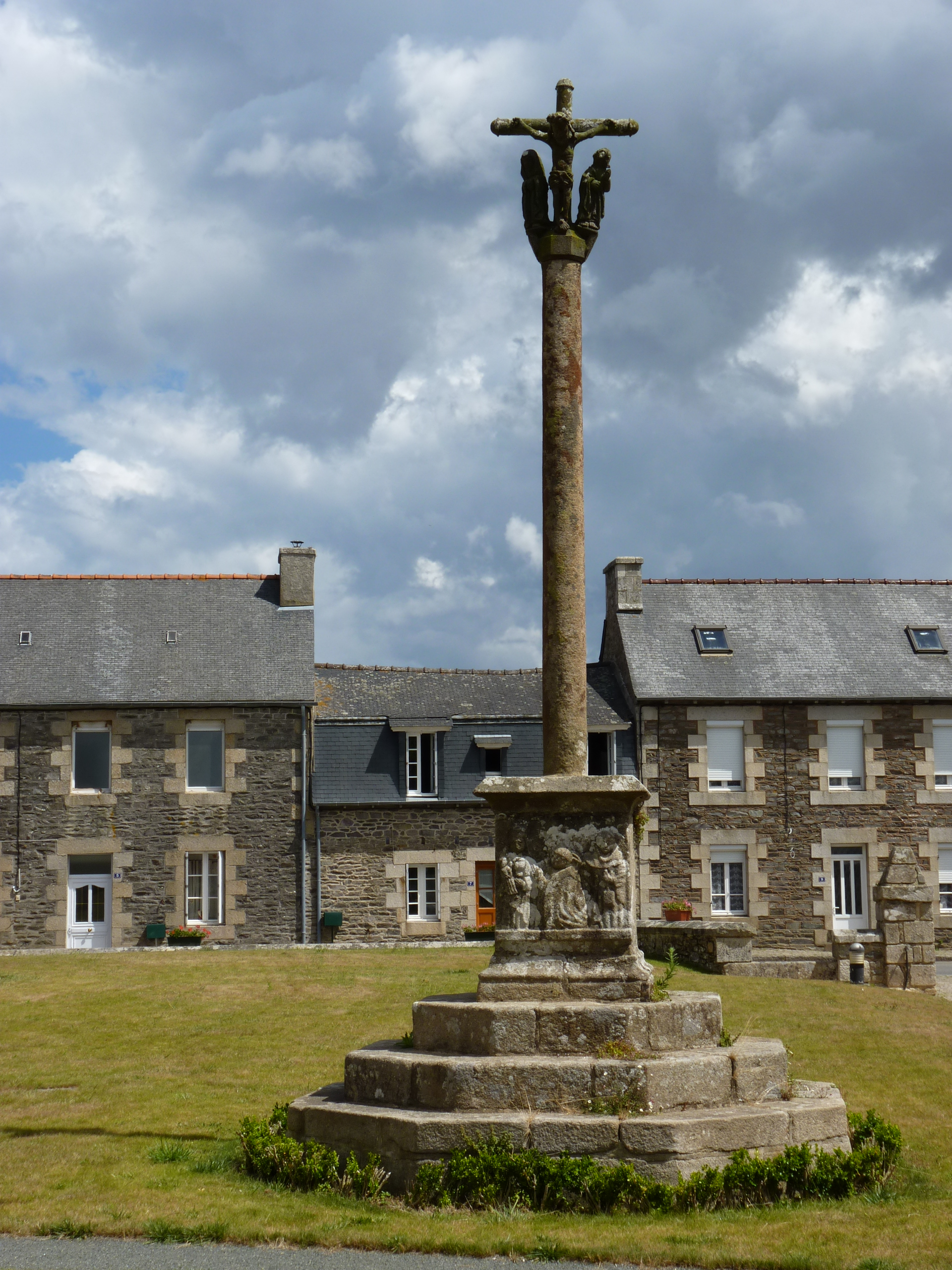
Kreuz auf dem alten Friedhof
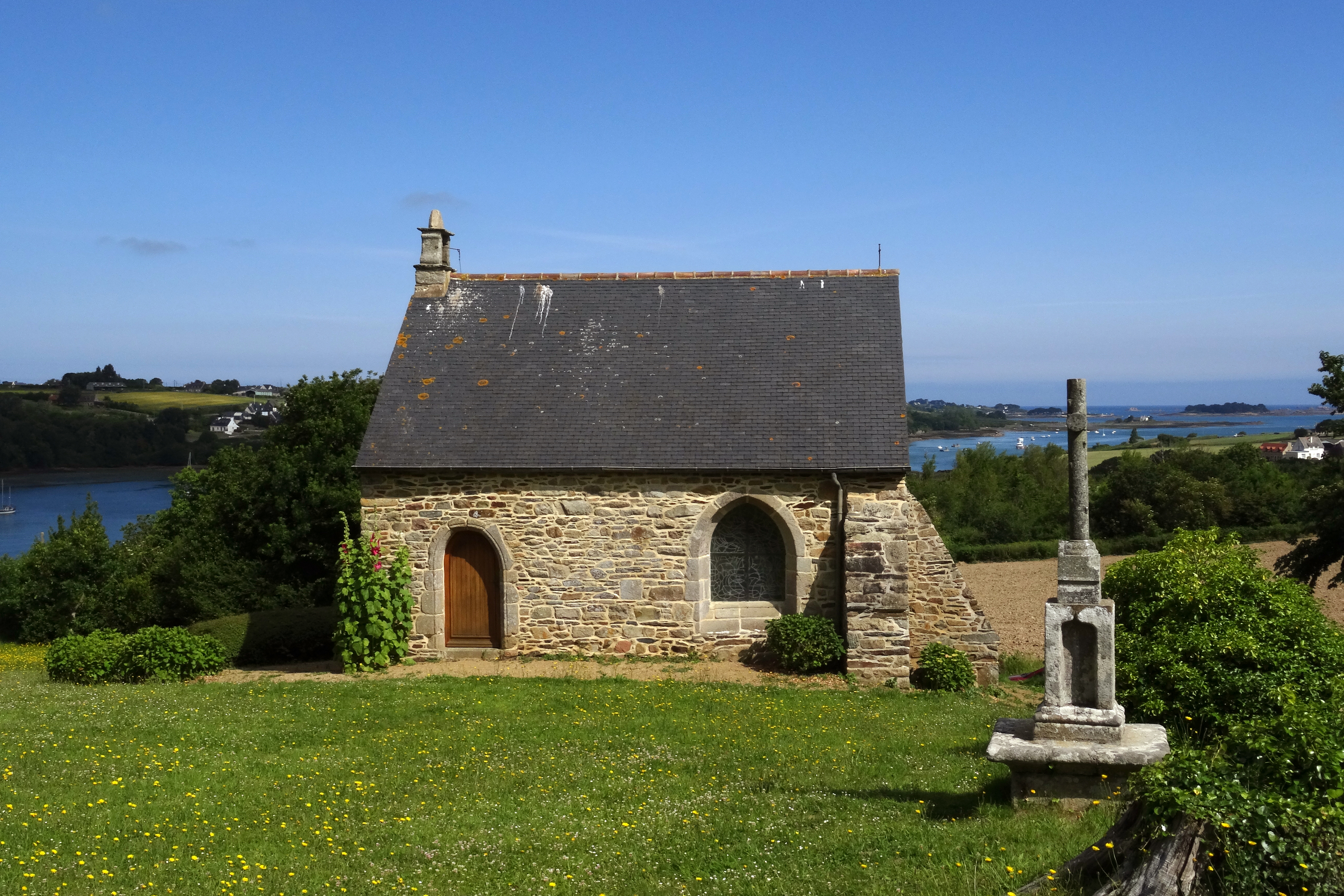
St.-Votrom-Kapelle